# Krasne, Vasîlkivka
Krasne (în ucraineană Красне) este un sat în așezarea urbană Vasîlkivka din raionul Vasîlkivka, regiunea Dnipropetrovsk, Ucraina.

## Demografie
Componența lingvistică a localității Krasne
     Ucraineană (71,05%)
     Rusă (25%)
Conform recensământului din 2001, majoritatea populației localității Krasne era vorbitoare de ucraineană (71,05%), existând în minoritate și vorbitori de rusă (25%) și armeană (3,95%).